# Nati nel 990
| Questa pagina contiene informazioni ricavate automaticamente dalle voci biografiche con l'ausilio del template Bio e di un bot. L'aggiornamento è periodico e automatico e ricostruisce completamente la pagina. Se manca una persona in questa lista, sei pregato di non aggiungerla, ma accertati piuttosto che la sua voce biografica contenga il template Bio e che i dati anagrafici siano correttamente compilati. Se il template Bio manca, inseriscilo tu stesso o, in alternativa, metti l'avviso {{tmp\|Bio}} che ne segnala la mancanza. Se i dati riportati sono sbagliati, correggi direttamente la voce biografica; le modifiche saranno visibili in questa lista entro pochi giorni. Per chiarimenti vedi il progetto biografie. La lista contiene solo le 7 persone che sono citate nell'enciclopedia e per le quali è stato implementato correttamente il template Bio. Pagina aggiornata al 13 gen 2025. |

- Abu Ya'la, teologo e giurista arabo († 1066)
- Alinardo, arcivescovo francese († 1052)
- Chananel ben Chushiel, rabbino, teologo e educatore italiano († 1053)
- Lady Godiva, nobile britannica († 1067)
- Godwin del Wessex, nobile anglosassone († 1053)
- Miecislao II di Polonia, re († 1034)
- Nissim ben Jacob, rabbino e religioso tunisino († 1062)